# باقر آیت‌الله‌زاده شیرازی
باقر آیت‌الله‌زاده شیرازی (۱ شهریور ۱۳۱۵–۲۸ مرداد ۱۳۸۶)، معمار، مرمت‌گر، استاد دانشگاه، چهره ماندگار عرصه معماری، حفاظت و مرمت بناهای تاریخی ایران و عضو پیوسته فرهنگستان هنر جمهوری اسلامی ایران بود. او به عنوان بنیان‌گذار مرمت علمی بناها، محوطه‌ها و بافت‌های تاریخی در ایران و از بنیان‌گذاران سازمان میراث فرهنگی کشور شناخته میشود.

## زندگی‌نامه

شیرازی در زمان نوشتن رساله دکتری در ایتالیا.

باقر آیت‌الله‌زاده شیرازی، فرزند سید محمدحسین شیرازی و از نوادگان میرزای شیرازی، در سال ۱۳۱۵ هجری شمسی در خانواده‌ای ایرانی و مذهبی در نجف به دنیا آمد. مادر او فرزند سید محمدکاظم شیرازی بود. او تا سن ۴ سالگی در نجف زیست و سپس در دوران جنگ جهانی دوم با خانواده به تهران آمد. تا سال دوم ابتدایی در تهران درس خواند و دوباره با خانواده راهی نجف شد و در آنجا به توصیه پدر خود در مدرسه طوسی، قرآن و نهج‌البلاغه را فراگرفت. سپس وارد مدرسه علوی نجف شد و تا سال ششم ابتدایی را در این مدرسه گذرانید. او دوران کودکی خود را در کنار شخصیت‌های برجسته حوزوی گذراند و این افراد و شرایط آن فضا در زندگی او و شکل‌گیری شخصیتش تأثیری پایدار به جای گذاشتند. پس از کلاس ششم ابتدایی دوباره به ایران مراجعت کرد و به همراه خانواده خود در محله سرچشمه تهران، سکنی گزید.
آیت الله‌زاده شیرازی در سال ۱۳۳۵ موفق به اخذ دیپلم ریاضی از دبیرستان دارالفنون شد و در سال ۱۳۴۲ با درجهٔ عالی در مقطع کارشناسی ارشد رشتهٔ معماری از دانشکده هنرهای زیبای دانشگاه تهران فارغ‌التحصیل شد. عنوان پایان‌نامه کارشناسی ارشد او طرح پیشنهادی کانون اصلاح و تربیت اطفال بزهکار بود.
در سال ۱۳۴۳ برای ادامه تحصیل به ایتالیا رفت و در سال ۱۳۵۰ (۱۹۷۱ میلادی) با درجهٔ عالی موفق به اخذ مدرک دکتری در رشته مطالعه و مرمت بناها و بافت‌های تاریخی از دانشکده معماری دانشگاه رم شد. عنوان پایان‌نامه دکترای وی Progetto di Rianimazione del Bazar di Isfahan il Centro Antico Commerciale a Culturale della Citta (پروژه احیای بازار اصفهان – مرکز کهن تجاری و فرهنگی شهر) بود که تحت نظارت و راهنمایی معمار مشهور ایتالیایی دکتر دِ آنجلیز (De Angelis d'Ossat) نوشته شد.

### ترجمه
- م‍ع‍م‍اری اس‍لام‍ی: ش‍ک‍ل، ک‍ارک‍رد، م‍ع‍ن‍ی. روب‍رت ه‍ی‍ل‍ن‌ب‍ران‍د. ت‍ه‍ران: روزن‍ه، ۱۳۸۰. شابک ‎۹۶۴-۶۱۷۶-۷۷-۱
- ب‍ی‍ن دو زم‍ی‍ن ل‍رزه: م‍ی‍راث ف‍ره‍ن‍گ‍ی در م‍ن‍اطق زل‍زل‍ه خ‍ی‍ز. ب‍رن‍ارد ام ف‍ی‍ل‍دن. ت‍رج‍م‍ه پ‍ی‍وس‍ت‌ه‍ا از ب‍ح‍رال‍ع‍ل‍وم‍ی. ت‍ه‍ران: م‍وس‍س‍ه ف‍ره‍ن‍گ‍ی ای‍ک‍وم‍وس ای‍ران، ۱۳۸۳.
- حفاظت و مرمت سازه‌ای میراث معماری. جورجو کروچی. ترجمه باقر آیت‌الله‌زاده شیرازی، مهرداد حجازی؛ ویراستار میترا طاهری‌لطفی. تهران: دفتر پژوهش‌های فرهنگی: شرکت مادر تخصصی عمران و بهسازی شهری ایران، ۱۳۹۵. شابک ۹۷۸-۹۶۴-۳۷۹-۳۷۰-۸

### تألیف
- مجموعه مقالات کنگره «تاریخ معماری و شهرسازی ایران» (۱۲–۷اسفندماه ۱۳۷۴) ارگ بم -کرمان. به کوشش باقر آیت‌الله‌زاده شیرازی و مدیریت انتشارات و تولیدات فرهنگی؛ زیر نظر هیئت علمی کنگره. تهران: سازمان میراث فرهنگی کشور، ۱۳۷۵.
- م‍ج‍م‍وعه م‍ق‍الات دوم‍ی‍ن ک‍ن‍گ‍ره ت‍اری‍خ م‍ع‍م‍اری و ش‍ه‍رس‍ازی ای‍ران: ۲۹–۲۵ ف‍روردی‍ن م‍اه ۱۳۷۸. ب‍ه‌ک‍وش‍ش ب‍اق‍ر آی‍ت‌ال‍ل‍ه‌زاده ش‍ی‍رازی؛ زی‍رن‍ظر ه‍ی‍ئ‍ت ع‍ل‍م‍ی ک‍ن‍گ‍ره. ت‍ه‍ران: س‍ازم‍ان م‍ی‍راث ف‍ره‍ن‍گ‍ی ک‍ش‍ور (پ‍ژوه‍ش‍گ‍اه)، ۱۳۷۸. شابک ۹۶۴-۶۰۲۷-۵۱-۲
- عمارت مسعودیه. زیرنظر اسکندر مختاری؛ ویراستار دل‌آرا مردوخی؛ برای سازمان زیباسازی شهر تهران. تهران: دفتر پژوهش‌های فرهنگی، ۱۳۹۰. شابک ۹۷۸-۹۶۴-۳۷۹-۲۳۱-۲
- اصفهان، شهر نور. ترجمه لیلا پهلوان‌زاده. اصفهان: دانشگاه آزاد اسلامی، واحد خوراسگان، ۱۳۹۲. شابک ۹۷۸-۹۶۴-۱۰-۰۹۸۰-۱

## شغل‌ها و فعالیت‌های اجرایی

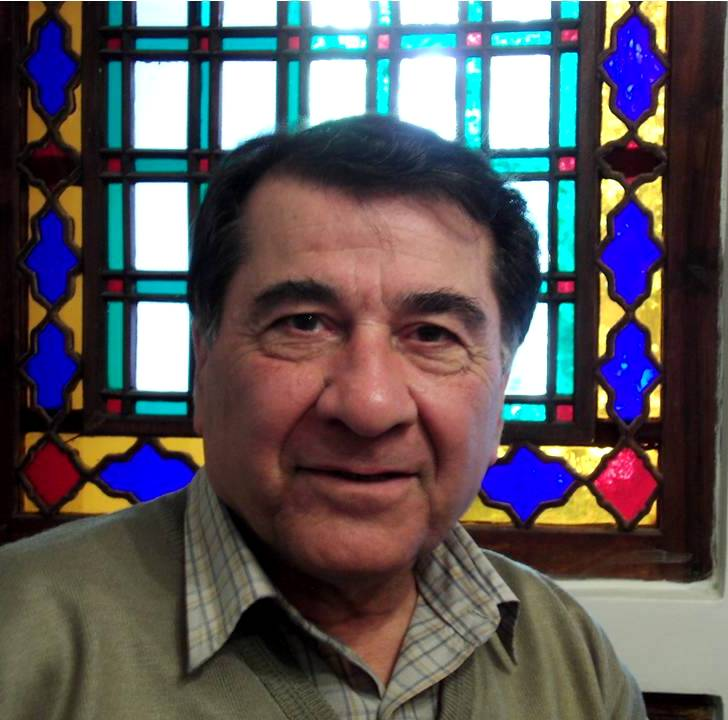
شیرازی در مؤسسه ایکوموس ایران (خانه وثوق الدوله)

شیرازی بر ویرانه‌های ارگ بم.

- ۱۳۸۶–۱۳۴۲: مطالعه، طراحی و اجرای صدها پروژه مرمت و احیاء بناها و بافت‌های تاریخی و مجموعه‌های امروزین در ایران.
- ۱۳۸۶–۱۳۴۵: کارشناس و مشاور علمی حفاظت و مرمت بناها و محوطه‌های تاریخی فرهنگی.
- ۱۳۵۸–۱۳۴۶: رئیس دفتر فنی سازمان ملی حفاظت آثار باستانی ایران در استان اصفهان.
- ۱۳۵۳–۱۳۴۹ و ۱۳۷۹–۱۳۷۴: طراح و مدیر پروژه طرح مطالعه، ساماندهی مرمت و احیای دولت خانه صفوی در شهر اصفهان.
- ۱۳۶۶–۱۳۵۸: رئیس سازمان ملی حفاظت آثار باستانی ایران و سرپرست اداره کل حفاظت آثار باستانی و بناهای تاریخی.
- ۱۳۸۶–۱۳۵۸: مؤسس، مدیر مسئول و عضو هیئت تحریریه فصلنامه اثر وابسته به سازمان میراث فرهنگی کشور. وی تا شماره ۴۱، مدیرمسئول این فصلنامه بود. این مجله در سال ۱۳۷۸ از سوی وزارت فرهنگ و آموزش عالی شایستگی کسب درجه علمی-ترویجی را پیدا نمود و هم‌اکنون درجه پژوهشی را به دست آورده‌است. این مجله، فضایی را فراهم آورد که تلاشگران صحنه میراث فرهنگی کشور قادر باشند نتیجه تلاش‌ها و مطالعات خود را منتشر کنند. طی ۴۱ شماره مجله، حدود ۶ هزار صفحه مطلب در حوزه ادبیات معماری، شهرسازی، باستانشناسی و هنر ایران در آن به چاپ رسید.
- ۱۳۷۹–۱۳۶۶: معاون اجرایی و قائم مقام سازمان میراث فرهنگی کشور.
- ۱۳۸۶–۱۳۷۴: دبیر کنگره تاریخ معماری و شهرسازی ایران، عضو هیئت علمی کنگره، تأسیس دبیرخانه کنگره، برگزاری سه دوره این کنگره ملی در ارگ بم و ویراستاری علمی و کوشش در چاپ پانزده جلد مجموعه مقالات سه کنگره مذکور.
- ۱۳۸۵: دبیر علمی همایش فرهنگ و هنر اصفهان در سده‌های یازدهم و دوازدهم هجری قمری -چهره‌های معماری و شهرسازی، فرهنگستان هنر، آذر ۱۳۸۵.
- ۱۹۷۶: برگزاری نمایشگاه پژوهشی و هنری معرفی شهر تاریخی اصفهان با عنوان اصفهان شهر نور (Isfahan city of light) در موزه بریتانیا.
- همکاری افتخاری در دوران بازنشستگی با سازمان میراث فرهنگی کشور در ارتباط با تهیه طرح مرمت و احیای مجموعه تاریخی فرهنگی عمارت مسعودیه تهران و نظارت افتخاری بر اجرای آن، مرمت ارگ تاریخی بم، مسجد کبود، گنبد جنت سرای اردبیل، دیر گچین، قصر بهرام، عین الرشید و غیره.
- عضو هیئت مؤسس و رئیس مؤسسه فرهنگی ایکوموس ایران (Iran ICOMOS)، وابسته به شورای بین‌المللی بناها و محوطه‌ها، وابسته به یونسکو.
- از پیشنهاد دهندگان طرح مطالعه، تنظیم و تدوین منشور ملی حفاظت بناها و محوطه‌ها و همکاری در اجرای طرح، مؤسسه فرهنگی ایکوموس ایران وابسته به شورای بین‌المللی بناها و محوطه‌ها و پژوهشگاه سازمان میراث فرهنگی و گردشگری.
- از بنیان‌گذاران سازمان میراث فرهنگی کشور. تهیه پیش‌نویس اساسنامه و لایحه قانونی تشکیل سازمان میراث فرهنگی کشور.
- از بنیان‌گذاران مرکز آموزش عالی میراث فرهنگی.
- دبیر علمی دومین همایش معماری مسجد، دانشگاه هنر.
- دبیر علمی کمیته معماری وشهرسازی، دومین همایش ملی بنیاد ایران شناسی.
- حضور فعال در مجامع علمی فرهنگی و شوراهای تخصصی در سطح ملی و بین‌المللی.

## فعالیت‌های کارشناسی بین‌المللی
- ۱۹۷۵: مطالعه و ارائه گزارش علمی در ارتباط با سه شهر اسلامی اندونزی (منطقه حفاظت شده تاریخی کدوس، دماک و چریبون) - سازمان علمی فرهنگی تربیتی آموزشی، یونسکو،
- ۲۰۰۲: ارزیابی و کارشناسی شهر سمرقند ازبکستان برای ثبت در فهرست میراث جهانی - ICOMOS (شورای بین‌المللی بناها و محوطه‌های تاریخی وابسته به یونسکو).
- ۲۰۰۳: ارزیابی و کارشناسی مجموعه فرهنگی تاریخی احمد یسوی در ترکستان قزاقستان - ICOMOS (شورای بین‌المللی بناها و محوطه‌های تاریخی وابسته به یونسکو)، (در رابطه با این مأموریت، علاوه برگزارش تهیه شده، مقاله‌ای نیز به چاپ رسیده‌است.

## فعالیت‌های آموزشی و پژوهشی
- ۱۳۷۳: مدرس و مؤسس رشته کارشناسی مرمت و احیای بناهای تاریخی در مرکز آموزش عالی میراث فرهنگی.
- ۱۳۸۶–۱۳۵۵: تدریس در رشته‌های معماری، مرمت در دوره‌های کاردانی، کارشناسی، کارشناسی ارشد و دکترا در دانشگاه‌های تهران، شهید بهشتی، هنر اصفهان، شهید باهنر کرمان، علم و صنعت دانشگاه آزاد اسلامی تهران مرکزی.
- ۱۳۸۶–۱۳۵۵: استاد راهنما و مشاور رساله‌های نهایی دوره‌های کارشناسی، کارشناسی ارشد و دکترا به تعداد ۱۳۰ رساله در رشته‌های معماری، مرمت، پژوهش هنر و باستانشناسی.
- ۱۳۵۶: از بنیان‌گذاران نخستین دانشکده مرمت بناها و بافت‌های تاریخی (پردیس اصفهان) در دوره کارشناسی ارشد در دانشگاه فارابی پردیس اصفهان ( تغییر نام یافته به دانشگاه هنر اصفهان کنونی.)
- عضو هیئت علمی مدعو دانشکده معماری و شهرسازی دانشگاه تهران (تدریس در دوره کارشناسی ارشد و دکترا).
- عضو هیئت علمی مدعو دانشکده معماری، دانشگاه هنر اصفهان.
- عضوهیئت علمی مدعو دانشکده معماری وشهرسازی، دانشگاه علم و صنعت ایران.
- عضو هیئت علمی نیمه وقت دانشکده هنر و معماری، کارشناسی ارشد مرمت بناها و بافت‌های تاریخی، دانشگاه آزاد اسلامی تهران مرکزی.
- همکاری با دانشکده معماری و شهرسازی دانشگاه شهید بهشتی در تنظیم و تدوین دروس رشته کارشناسی ارشد تاریخ معماری و شهرسازی ایران.
- عضو هیئت علمی مجله علمی پژوهشی مجله هنرهای زیبا، دانشگاه تهران.
- عضو هیئت علمی مجله علمی پژوهشی معماری و شهرسازی صُفّه، دانشکده معماری و شهرسازی دانشگاه شهید بهشتی.

## عضویت در مجامع
- ۱۳۸۶–۱۳۷۹: عضو هیئت مؤسس و رئیس مؤسسه فرهنگی ایکوموس ایران، وابسته به شورای بین‌المللی بناها و محوطه‌ها، وابسته به یونسکو.
- ۱۳۸۶–۱۳۸۰: عضو پیوسته فرهنگستان هنر جمهوری اسلامی ایران.
- ۱۳۸۲: عضو کمیته علمی کنفرانس بین‌المللی مطالعه و حفاظت از معماری خشتی یزد.
- عضو کمیته معماری و شهرسازی فرهنگستان هنر جمهوری اسلامی ایران.
- عضو شورای فنی سازمان میراث فرهنگی کشور.
- عضو هیئت داوری مسابقات بزرگ و ملی معماری مانند طراحی کتابخانه ملی ایران، طراحی مجموعه فرهنگستان‌های جمهوری اسلامی ایران و غیره.
- عضو افتخاری آکادمی معماری کشورهای شرقی.
- عضو کمیته راهبردی پژوهش و حفاظت ارگ تاریخی بم.
- عضو کمیته راهبردی پژوهش و حفاظت قلعه الموت.

## تدوین و تألیف جزوات درسی
- ۱۳۶۶: سالم‌سازی محیط مرطوب برای درس تکنولوژی مرمت.
- ۱۳۶۷: اخلاق در مرمت برای درس طرح مرمت بنا.
- ۱۳۷۰: تجربیات پژوهش، حفاظت و مرمت در ایران برای درس قوانین و تشکیلات.
- ۱۳۷۹: میراث فرهنگی و توسعه حفاظت به مفهوم تعمیر و حقیقت اقتصادی برای درس طرح مرمت و بافت.
- ۱۳۸۰: آموزش مرمت بناهای تاریخی برای معماران و مرمت گران برای درس طرح مرمت بناها و بافت‌های تاریخی.
- ۱۳۸۱: سیر تحول سازه در معماری ایران برای درس تکنولوژی مرمت و تاریخ معماری.
- جزوه درسی تهیه طرح مرمت بناها و مجموعه‌ها.

## افتخارات
- ۱۹۸۰: برنده جایزه بین‌المللی Award for Architecture به خاطر ارائه و اجرای طرح مرمت، حفظ و احیاء بناهای تاریخی چهل ستون، عالی قاپو و هشت بهشت در شهر اصفهان. در این پروژه، شیرازی به عنوان طراح و مدیر پروژه در سازمان ملی حفاظت آثار باستانی با مؤسسه شرق‌شناسی ایتالیا IsMEO) (Italian Institute for Middle East and Far East- به سرپرستی Eugenio Galdieri همکاری داشتند. این جایزه، به خاطر کار حفاظتی دقیق و گستردهٔ صورت گرفته و گزارش‌های پژوهشی منتشر شده به مجریان آن اعطا گردید. نتایج این پروژه، باعث گسترش بدنه دانش معماری از معماری اسلامی شد و کارشناسان و هنرمندان آموزش دیده در این پروژه، در سالیان بعد، از تجارب کسب شده خود در مرمت و احیای بناهای متعددی در اصفهان و سایر شهرهای ایران بهره بردند.
- ۱۳۸۶–۱۳۷۹: دریافت چندین تقدیرنامه از دانشگاه آزاد اسلامی به عنوان استاد نمونه، وزارت مسکن و شهرسازی، بنیاد ایران شناسی، فرهنگستان هنر و غیره.
- ۱۳۸۰: چهره ماندگار عرصه معماری، مرمت و حفظ آثار تاریخی، همایش چهره‌های ماندگار.
- ۱۳۸۲: برنده جایزه تشویقی کتاب سال ایران برای ترجمه کتاب معماری اسلامی از سوی وزارت فرهنگ و ارشاد اسلامی.
- ۱۳۸۲: بازنشسته برگزیده ملی از سوی ریاست جمهوری اسلامی ایران.
- ۱۳۸۲: خادم برگزیده میراث فرهنگی از سوی وزارت فرهنگ و ارشاد اسلامی.
- ۱۳۸۲: خادم برگزیده میراث فرهنگی از سوی سازمان میراث فرهنگی کشور.
- ۱۳۸۳: لوح تقدیر از سوی انجمن صنفی معماران اصفهان.
- ۱۳۸۶: لوح تقدیر در حوزه معماری و مرمت آثار باستانی از دومین همایش اخلاق و نیایش در آینه هنر و پژوهش.
- استاد برگزیده سال از سوی دانشگاه آزاد اسلامی.
- لوح تقدیر به مناسبت همکاری در همایش ملی بنیاد ایران شناسی.
- لوح تقدیر به عنوان خادم برگزیده میراث فرهنگی.